# Булу, Мишель
Мишель Булу (фр. Mickaël Bouloux) — французский политик, член Социалистической партии, депутат Национального собрания Франции

## Биография
Родился 16 августа 1972 года в Динане (департамент Кот-д’Армор) в семье рабочего арсенала военного порта в Шербуре и служащей почтового отделения. Учился в средней школы лицея Шатобриан в Ренне, затем закончил там же Высшую школу электричества.
В 2008 году Мишель Булу занял 25-е место в списке социалиста Жан-Люка Шеню на муниципальных выборах в коммуне Ле-Рё. Через два года он стал членом муниципального совета, заменив выбывшего советника. На муниципальных выборах 2014 года он был третьим в списке Жан-Люка Шеню и был избран вице-мэром по финансам. 11 апреля 2015 года он сменил Жан-Люка Шеню на посту мэра Ле-Рё после его отставки в связи с избранием президентом Совета департамента Иль и Вилен.
В 2017 года он рассматривал возможность присоединиться к движению «Вперёд, Республика!» Эмманюэля Макрона, но в конечном итоге он разочаровался политикой президента, которую он считает чрезмерно правой.
28 июня 2020 года возглавляемый Мишелем Булу список победил во втором туре муниципальных выборов в Ле-Рё, всего на 66 голосов опередив список президентской партии «Вперёд, Республика!» . Переизбранный на пост мэра 3 июля, 9 июля он также стал одним из вице-президентов метрополии Ренн.
На выборах в Национальное собрание в 2022 году Мишель Булу баллотировался в восьмом округе департамента Иль и Вилен от левого блока NUPES и одержал победу во втором туре над кандидатом президентского большинства, первым квестором Национального собрания Флорианом Башелье, набрав 58,0 % голосов. В Национальном собрании входит в Комиссию по финансам, общей экономике и бюджетному контролю.

### Политическая карьера
с 2010 — член муниципального совета коммуны Ле-Рё 

04.2014 — 10.04.2015 — вице-мэр коммуны Ле-Рё 

11.04.2015 — 04.07.2022 — мэр коммуны Ле-Рё 

с 22.06.2022 — депутат Национального собрания Франции от 8-го избирательного округа департамента Иль и Вилен